# El Puente 1.ª Sección
El Puente 1.ª Sección es una localidad del municipio de Huimanguillo ubicado en la subregión de la Chontalpa del estado mexicano de Tabasco.

## Geografía
La localidad de El Puente 1.ª Sección se sitúa en las coordenadas geográficas 17°51′01″N 93°25′16″O / 17.850278, -93.421111, a una elevación de 23 metros sobre el nivel del mar.

## Demografía
Según el Conteo de Población y Vivienda 2020, efectuado por el Instituto Nacional de Estadística y Geografía, la localidad de El Puente 1.ª Sección tiene 1,413 habitantes, de los cuales 701 son del sexo masculino y 712 del sexo femenino. Su tasa de fecundidad es de 2.55 hijos por mujer y tiene 355 viviendas particulares habitadas.
| Gráfica de evolución demográfica de El Puente 1.ª Sección entre 1970 y 2020 |
|                                                                             |
| INEGI.                                                                      |